# Surbtalbahn
Die Surbtalbahn war eine geplante normalspurige Eisenbahnstrecke entlang der Surb im Schweizer Kanton Aargau.

## Streckenführung
Die Surbtalbahn sollte als Fortsetzung der Wehntalbahn (Oberglatt–Niederweningen) entlang der heutigen Hauptstrasse 17 durch die Orte Unterehrendingen, Lengnau, Endingen, Unterendingen und Tegerfelden nach Döttingen führen und dort auf die 1859 eröffnete Bahnstrecke Turgi–Koblenz–Waldshut treffen.

## Geschichte
Erste Diskussionen um den Bau einer Eisenbahnstrecke durch das Surbtal gab es bereits 1857, als potenzielle Streckenführungen für eine Bahn von Wallisellen nach Waldshut diskutiert und analysiert wurden. Damals fiel die Entscheidung zugunsten einer Streckenführung über Oberglatt, Neerach, Zweidlen und von dort dem Rhein entlang über Kaiserstuhl und Zurzach nach Koblenz. Der Bau scheiterte aber einerseits an der Finanzierung und andererseits am 1859 ausgebrochenen Krieg zwischen Österreich, Frankreich und Sardinien.
Bereits 1863 wurde zusammen mit der Schweizerischen Nordostbahn ein Trassee von Oerlikon nach Oberglatt mit Fortsetzungen nach Bülach und Dielsdorf begonnen. Letztere Fortsetzung wurde 1891 bis Niederweningen verlängert.
Der Bau einer Verbindungsbahn von Niederweningen nach Döttingen wurde 1915 von den Gemeinden des Surbtales vorgeschlagen, am 21. November 1916 von der Schweizer Bundesversammlung als Bundesgesetz beschlossen und dieses dann am 14. April 1917 durch eine Volksabstimmung in Form eines fakultativen Referendums bestätigt.
Durch den Ersten Weltkrieg wurde der Bau jedoch verhindert. Die SBB wurden aber 1921 verpflichtet, auf ihre Kosten einen Busbetrieb Baden–Endingen–Döttingen als Ersatz für die nicht bestehende Bahn einzurichten.
1926 verschoben die SBB erneut den Bau der Surbtalbahn um 10 Jahre, weil der Busbetrieb offenbar billiger war. Dieser Beschluss löste Proteste bei der Bevölkerung aus. Die Gemeinde Endingen drohte, den Rechtsweg zu gehen, um den Bau der Surbtalbahn durchzusetzen. Die SBB gewährten daraufhin dem Surbtal tarifliche Erleichterungen mit dem Surbtalbahntarif und zahlten überdies wesentliche Beträge an den Ausbau und den Unterhalt der Strasse im Surbtal. Im Surbtalbahntarif wurde festgehalten, dass sämtliche Preise für die Beförderung von Frachten und Passagieren so zu berechnen seien, wie wenn die Bahnstrecke Dielsdorf–Döttingen bestünde. Somit hatte z. B. eine Beförderung von Niederweningen nach Koblenz nur 18 statt 50 Tarifkilometer. Im Personenverkehr wurde der Bahntarif 3. Klasse inklusive aller Ermässigungen und Distanzrabatte gewährt.
1927 wurde der Busbetrieb bis nach Niederweningen verlängert. 1937 wurde das 1917 beschlossene Bundesgesetz über den Bau der Surbtalbahn durch ein ebenfalls per Parlamentsbeschluss (17. März) und fakultatives Referendum (1. August) zustande gekommenes Bundesgesetz (SR 742.34) wieder zu den Akten gelegt.
Am 3. November 1971 wurde der Surbtalbahntarif aufgehoben und der Busbetrieb den PTT übergeben. Am 1. Januar 1975 wurde der Surbtalbahntarif auch im Güterverkehr aufgehoben.

## Verkehr heute
Es besteht die Postautolinie 355 von Döttingen durch das Surbtal, welche im Kopfbahnhof Niederweningen Anschluss an die Linie S 15 der S-Bahn Zürich hat. Zudem bestehen mit den Postautolinien 352 und 353 gute Verbindungen nach Baden.